# فيضان جونستاون
فيضان جونستاون الذي عُرف أيضاً باسم الفيضان العظيم لعام 1889. في يوم 31 من شهر مايو من ذاك العام، انهار سد ساوث فورك -الواقع على بحيرة كونما والذي يبعد عن المدينة بمسافة 23 كيلومتراً باتجاه المنبع- بشكل كارثي مما تسبب في اندلاع موجة مائية دمرت معظم أجزاء وسط مدينة جونستاون تماماً. لقى 2209 شخصاً حتفهم من بينهم 99 أسرة بأكملها. نظم الصليب الأحمر الأمريكي بقيادة كلارا بارتون حملة إعانة للمدينة، باذلة أقصى جهد لإغاثتها من الكوارث لأول مرة في زمن السلم. تم جمع مبلغ 3,742,818,78 دولار أمريكي من داخل الولايات المتحدة و18 دولة أجنبية لإغاثة مدينة جونستاون. انتعشت المدينة سريعاً بعد الفيضان وساعدها على ذلك صناعتها الرئيسية وهي إنتاج وتصنيع الحديد والصلب. تم تأسيس أعمال حديد كامبريا في عام 1848. وبعد الفيضان أعادت الشركة فتح أبوابها للعمل في السادس من يونيو 1889، واستمرت في العمل حتى عام 1992. في خمسينيات القرن التاسع عشر، أصبحت الشركة أحد منتجي القضبان في الولايات المتحدة وساعدت في التوقف عن الاعتماد على الواردات القادمة من بريطانيا لبناء السكك الحديدية في أمريكا.